# Włodzimierz Borowski
Włodzimierz Borowski (* 7. September 1930 in Kurów; † 31. Dezember 2008 in Warschau) war ein polnischer Maler, Installations-, Konzept- und Performancekünstler und Kunstwissenschaftler.
Borowski studierte von 1956 bis 1959 Kunstgeschichte an der Katholischen Universität Lublin. Ab 1956 besuchte er Vorlesungen Jacek Woźniakowskis über internationale zeitgenössische Kunst. Mit Freunden gründete er die Künstlergruppe Zamek, der neben Künstlern wie Tytus Dzieduszycki und Jan Ziemski junge Kunstkritiker wie Wiesław Borowski, Urszula Czartoryska, Jerzy Ludwiński und Hanna Ptaszkowska angehörten und die von 1959 bis 1961 die Kunstzeitschrift Strukrury herausgab.
Nach Abschluss des Studiums ging Borowski nach Warschau und arbeitete dort für die Galerien Foksal und Repassage. Er begann seine künstlerische Laufbahn als Maler, wobei er sich auf die konstruktivistischen Anfänge Karol Hillers bezog, dabei aber insbesondere mit Texturen experimentierte. Auf Einladung Marian Bogusz’ nahm er 1958 mit Tytus Dzieduszycki und Jan Ziemski an einer Ausstellung der Galerie Krzywe Koło mit Werken teil, die Reliefen glichen und mit Werken Antoni Tàpies’ verglichen wurden.
Danach wandte er sich dem Gebiet von Plastik, Installationskunst, Happening und Konzeptkunst zu und präsentierte seine Werke u. a. bei den Pokaz synkretyczny in Warschau und Lublin. Häufig verwendete er dabei zweckentfremdete Objekte (Zbiór Trzepakowy, 1967, Zbiory stojakowe, 1968; beide Galerie Foksal) oder macht die Ausstellungsbesucher zum Teil der ausgestellten Werke (Manifest lustrzany (Manilus), 1965, Fubki Tarb, 1969).
Anfang der 1970er Jahre konzentrierte sich Borowski auf kunsttheoretische Aktivitäten und arbeitete nur sporadisch für die Galerie Labirynt in Lublin. 1973 wurde er mit dem Cyprian-Kamil-Norwind-Preis ausgezeichnet. In den 1980er Jahren zeigte er vor allem bei Ausstellungen unter dem Dach der Kirche dreidimensionale Installationen mit häufig religiösem Inhalt. Das
Centrum Sztuki Współczesnej Zamek Ujazdowski in Warschau organisierte 1996 eine Retrospektive seiner Werke unter dem Titel
Ślady.
Borowskis mehr als 2000 Fotografien, Plakate und Kataloge umfassendes Kunstarchiv wurde im November 2018 von Egidio Marzona an den Freistaat Sachsen verschenkt und ist der Öffentlichkeit im Archiv der Avantgarden zugänglich.